# 科氏燭焰鯰
科氏燭焰鯰，為輻鰭魚綱鯰形目燭焰鯰科燭焰鯰屬的其中一種，為温帶淡水魚類，分布於南美洲阿根廷拉布拉他河流域，體長可達5.8公分，棲息在底層水域，生活習性不明。

## 扩展阅读
維基物種上的相關：科氏燭焰鯰